# Taufbecken Chambly (Oise)

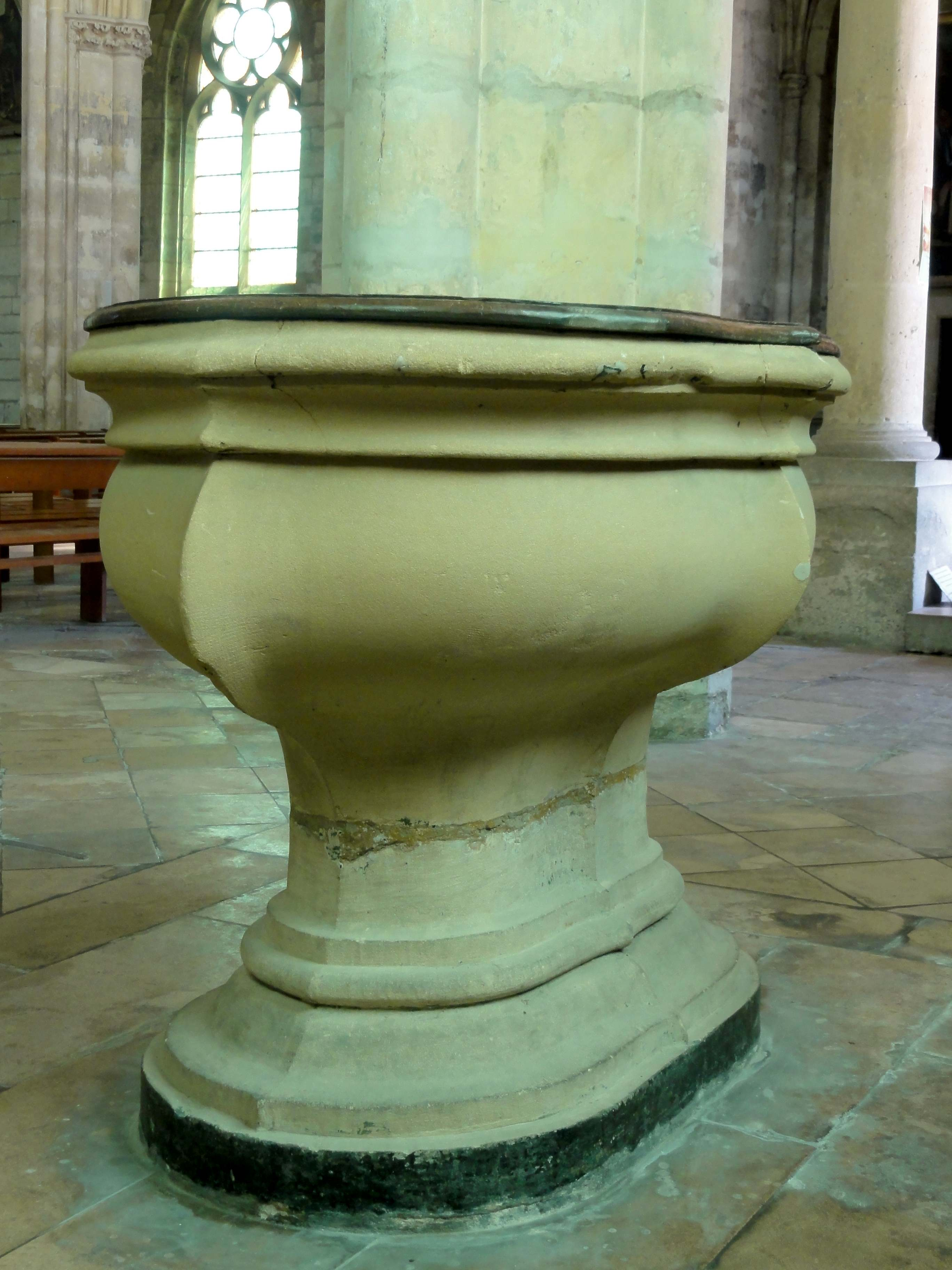
Taufbecken in Chambly

Das Taufbecken in der katholischen Kirche Notre-Dame in Chambly, einer französischen Gemeinde im Département Oise in der Region Hauts-de-France, wurde in der zweiten Hälfte des 16. Jahrhunderts geschaffen. 
Im Jahr 1862 wurde das Taufbecken im Stil der Renaissance als Monument historique in die Liste der geschützten Objekte (Base Palissy) in Frankreich aufgenommen.
Das 1,05 Meter hohe Taufbecken aus Stein steht auf einem ebenfalls ovalen Sockel. Das Taufbecken und der Fuß sind jeweils aus einem Steinblock geschaffen. Der Beckenrand ist ringsum mit einem Wulst geschmückt. 